# 琴湖江
琴湖江（クムホガン）は、韓国の慶尚北道にある河川で、嶺南盆地の中央を流れる洛東江の支流である。太白山脈に源を発し、普賢山（標高1124m）、騎竜山（標高960m）、雲住山（標高807m）の山間を通り、古村川、永川市付近の古賢川、新寧川、北安川の水を合わせている。琴の形をした湖があることからその名がある。

## 地形
全体的に見て広い堆積平野はなく、上流域に樹枝状の谷底堆積地が延び、中流域の山麓斜面に合流扇状地が形成され、そこから南境山地から発源する支流の下流に比較的広い沖積地を見るに過ぎない。

## 地質
琴湖江全体を通じてみると、上流に行くほど巨礫が多くなり、逆に下流では砂および粘土質が多くなる傾向がある。これは温暖湿潤であった間氷期に多量の風化物が生産され、また氷期には機械的風化によって岩屑の量が増加して渓谷または斜面に移動し、その後後氷期において砂・粘土などは流水で下流に流され、岩塊だけが上流または渓谷の底に残ったものと考えられている。